# Oberems (Duitsland)
Oberems is een plaats in de Duitse gemeente Glashütten (Hessen), deelstaat Hessen, en telt 700 inwoners (2004).

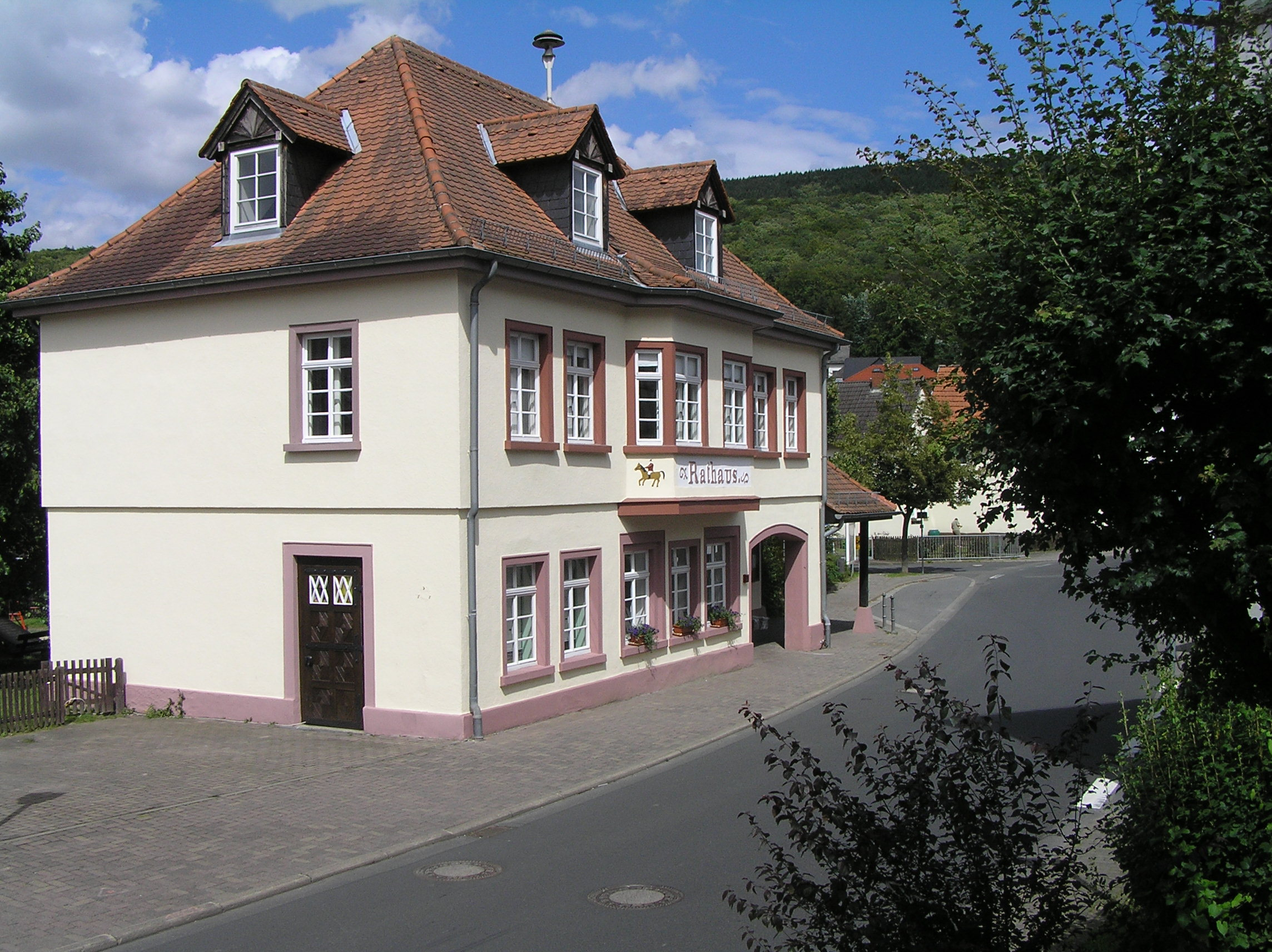
Raadhuis